# Martin Burger
Martin Burger (* 15. Juli 1939 in Pettneu am Arlberg) ist ein ehemaliger österreichischer Skirennläufer. Der Riesenslalom- und Slalomspezialist gewann in der ersten Hälfte der 1960er-Jahre mehrere internationale Rennen und wurde zweifacher österreichischer Meister. Bei der Skiweltmeisterschaften 1962 gewann er die Bronzemedaille im Riesenslalom.

## Biografie
Burger begann im Alter von vier Jahren mit dem Skilauf, kam als Schüler zum Skiclub seines Heimatortes und entwickelte sich zu einem starken Läufer in den technischen Disziplinen. Im Winter 1960 gelangen ihm die ersten beachtenswerten Resultate, als er in den Riesenslaloms von Seefeld und am Stilfser Joch jeweils Zweiter, und in Innsbruck sowie in Hochsölden jeweils Dritter wurde. Im nächsten Winter konnte er schon zahlreiche Siege feiern. Er gewann vier Riesenslaloms in Saalfelden, Arosa, Innsbruck und auf der Axamer Lizum sowie den Slalom in St. Ulrich. Bei den prestigeträchtigen Arlberg-Kandahar-Rennen in Mürren wurde er Zweiter im Slalom und in Lienz wurde er Österreichischer Meister im Riesenslalom.
Im Winter 1962 gewann Burger die Abfahrt in Saalbach-Hinterglemm, erreichte mehrere Podestplätze und wurde zum zweiten Mal Österreichischer Riesenslalom-Meister. Bei den Weltmeisterschaften 1962 in Chamonix gewann er hinter seinen Teamkollegen Egon Zimmermann und Karl Schranz die Bronzemedaille im Riesenslalom. In der Saison 1962/63 gewann der Tiroler den Slalom in Oslo und den Riesenslalom in Hindelang. Im Slalom von Wengen kam er wie schon im Vorjahr auf den zweiten Platz. Der Winter 1964 verlief jedoch sehr enttäuschend. Nur im Slalom von Spittal an der Drau und im Riesenslalom von Innsbruck erreichte er einen dritten Platz und er scheiterte an der mannschaftsinternen Qualifikation für die Olympischen Winterspiele. In der Saison 1964/65 kam Burger nur bei schwächer besetzten Rennen zum Einsatz. Er konnte zwar den Riesenslalom und die Kombination in Mariazell sowie den Slalom in Vall de Núria  gewinnen, beendete aber nach der Saison seine Karriere.
Im Sommer 1965 ging Burger als Skilehrer ins chilenische Portillo, wo der frühere Olympiasieger Othmar Schneider eine Skischule leitete. Im Winter war er in Boyne Mountain im US-Bundesstaat Michigan ebenfalls als Skilehrer tätig. In den 1970er-Jahren war Burger kurzzeitig Trainer der britischen Damenmannschaft und danach der Brüder Phil und Steve Mahre.

## Sportliche Erfolge

### Weltmeisterschaften
- Chamonix 1962: 3. Riesenslalom

### Österreichische Meisterschaften
- Österreichischer Meister im Riesenslalom 1961 und 1962